# Roko Blažević
Roko Blažević (Split, 10 maart 2000) is een Kroatisch zanger.

## Biografie
Blažević begon zijn muzikale carrière in 2017 door deel te nemen aan Pinkove Zvezdice, een talentenjacht op een Servische commerciële omroep. Hij haalde de finale, die hij ook won. Begin 2019 waagde hij zijn kans in Dora, de Kroatische preselectie voor het Eurovisiesongfestival. Met het nummer The dream ging hij met de zegepalm aan de haal, waardoor hij zijn vaderland mocht vertegenwoordigen op het Eurovisiesongfestival 2019 in Tel Aviv. Hij werd veertiende in de tweede halve finale, wat niet genoeg was voor een finaleplek.
1993: Put · 
1994: Tony Cetinski · 
1995: Magazin & Lidija · 
1996: Maja Blagdan · 
1997: ENI · 
1998: Danijela · 
1999: Doris Dragović · 
2000: Goran Karan · 
2001: Vanna · 
2002: Vesna Pisarović · 
2003: Claudia Beni · 
2004: Ivan Mikulić · 
2005: Boris Novković · 
2006: Severina · 
2007: Dragonfly feat. Dado Topić · 
2008: Kraljevi Ulice & 75 Cents · 
2009: Igor Cukrov feat. Andrea Šušnjara · 
2010: Feminnem · 
2011: Daria Kinzer · 
2012: Nina Badrić · 
2013: Klapa s Mora · 
2016: Nina Kraljić · 
2017: Jacques Houdek · 
2018: Franka Batelić · 
2019: Roko · 
2021: Albina Grčić · 
2022: Mia Dimšić · 
2023: Let 3 · 
2024: Baby Lasagna · 
2025: Marko Bošnjak